# 中国国防科技信息中心
中国国防科技信息中心，位于北京市海淀区阜成路26号，是中华人民共和国国家级信息机构之一。

## 简介
1959年3月，中国国防科技信息中心成立。到2010年代，中国国防科技信息中心已成为集情报咨询研究、软科学研究、信息服务、信息技术开发、成果和专利管理、人才培养为一体的科技信息机构。截至2014年，该中心图书馆馆藏260多万份文献资料，30余个数据库共3000余万条信息，4000余部声像资料。中国国防科技信息中心是中国人民解放军规模最大、系统资源最为丰富的数字化加工中心。
中国国防科技信息中心的研究方向主要为军事高新技术、武器系统发展和军备控制、武器装备建设管理等，先后完成了许多国防科技情报研究课题，获数百项国家级和部委级科技进步奖。
1986年，中国国防科技信息中心获得硕士学位授予权。2014年时，该中心有3个硕士学位授权点（情报学、军事装备学、计算机应用技术），并且和北京大学、中国人民解放军军械工程学院等联合培养情报学、军事装备学博士研究生。2003年底获准设博士后科研工作站。
2010年代，中国国防科技信息中心瞄准国防科技前沿开展科技信息服务，加强对用户需求研究，推进信息资源建设和挖掘，其战略前瞻性研究的深度及力度均有提高。
2016年1月，中国国防科技信息中心的上级单位中国人民解放军总装备部撤销，中国国防科技信息中心转隶中央军事委员会科学技术委员会。